# Galleria d'arte moderna Achille Forti
La Galleria d'arte moderna "Achille Forti" è un museo nel centro storico di Verona, allestito presso il Palazzo della Ragione. Le collezioni presenti derivano dalla precedente raccolta museale di palazzo Emilei Forti.

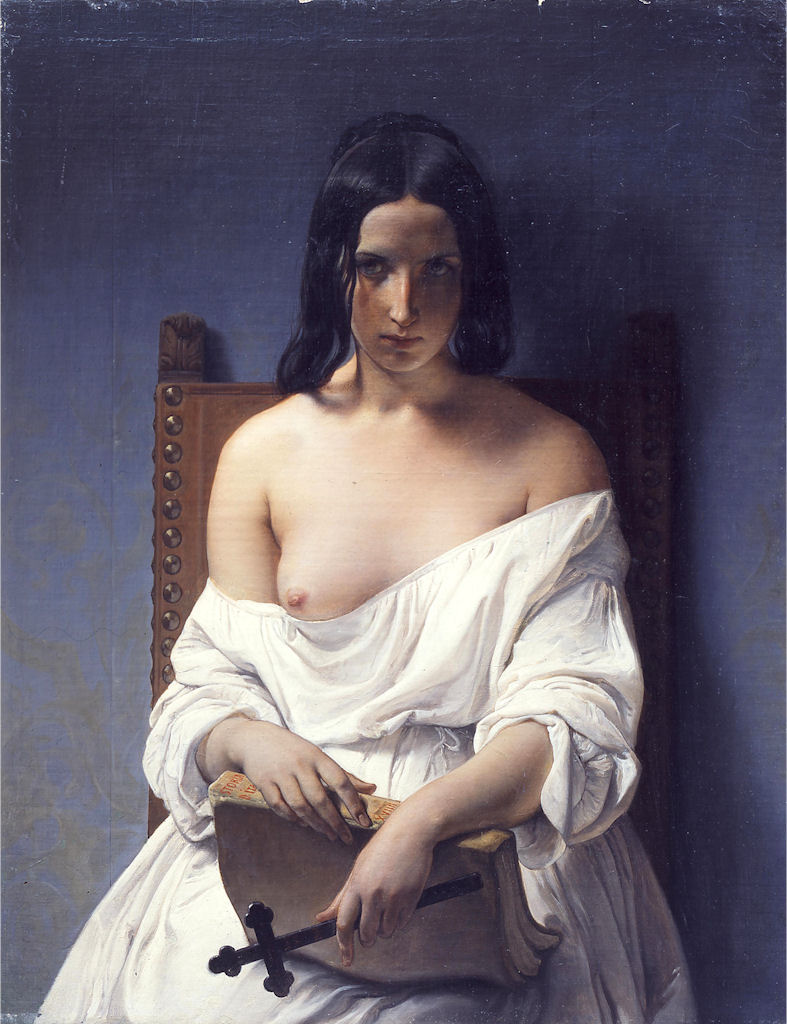
La meditazione sulla storia d'Italia, Hayez (1851)

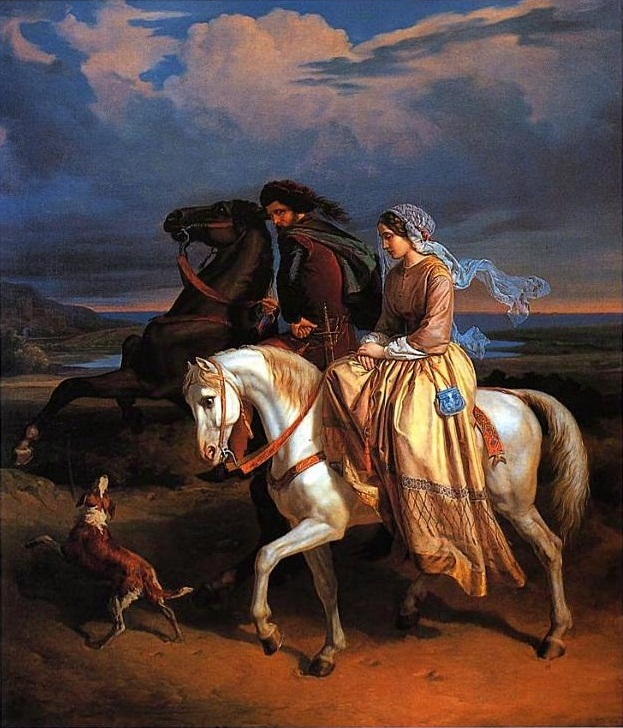
Pia de' Tolomei condotta in Maremma, Pompeo Marino Molmenti (1853)

## Autori presenti
- Vittorio Avanzi, Scala del Cortile del Mercato Vecchio (1875-1899)[1]
- Giacomo Balla
- Pietro Paolo Baroni, Ritratto di Teresa Beghini con le figlie Virginia e Dea (1926)[2]
- Leonardo Bazzaro, Ritratto dello scultore Eugenio Lombardi di Milano (1880-1905)[3], Arco di barche sul mare (non datata)[2]
- Giorgio Bellandi
- Giorgio Belloni, Marina (1900-1944)[2]
- Ettore Beraldini, I vecchi (1912)[1], Ponte di Veja in Lessinia veronese (1904), Ritratto di Giulietta Forti (1932), Ritratto di Achille Forti (1935), Ritratto di Arrigo Forti (1936)[2]
- Guido Bertini, Studio per Magnolia (1900-1938), Contadinella (1900-1938)[2]
- Giovanni Bevilacqua, Scena del '500 con paesaggio (1910)[2]
- Mosè Bianchi, Paesaggio (1880-1904)[2]
- Umberto Boccioni, Ritratto di Achille Tian, Ritratto dell’avvocato C. M. (Carlo Manna) (1907)[1]
- Attilio Bresciani, Autoritratto (1929-1939)[2]
- Luigi Brignoli, Mercato libico delle arance (non datata)[2]
- Dante Broglio, Vecchi amici (1923), Nella laguna di Grado (1925), Portale di Sant'Anastasia (1928), Casolari in Cadore (1928), Motivi pittoreschi sull'Adige (1928), Sbarramento sul Liro (1930), Il teatro Marcello (1934), Foro d'Augusto (1935), Il pozzetto carducciano (1937), Fattoria urbinate (1937), Il pozzo della fattoria (1940), Sui colli di Soave Scaligera (1943), La sophora di San Rocco (1947), Mulino sull'Adige (non datata)[2]
- Bruno Brunelli, Natura morta con uva (1943)[2]
- Vincenzo Cabianca
- Cagnaccio di San Pietro (Natalino Bentivoglio Scarpa)
- Filippo Carcano, Scena biblica (non datata), Piccola vendemmia (1880-1900)[2]
- Vettore (Vittore) Antonio Cargnel
- Roberto Carraroli, Paesaggio (1940-1960)[2]
- Pino Casarini, Donna con due fiori a lungo stelo (1918), La disfida di Barletta (Fieramosca o La mischia) (1939)[1][2]
- Felice Casorati, Le vecchie comari (1908), Le bambine (1908-1909), La preghiera (1914), Ritratto di Teresa Madinelli (1918-1919), Ritratto di Antonio Veronesi (1922)[2]
- Basilio Chiecchi, Ritratto femminile (1875-1896), Ritratto maschile (1875-1896), Ritratto di bambino (1885)[2]
- Guglielmo Ciardi
- Luigi Clima, Nella stalla-La capraia (1875-1905)[2]
- Marcello Coccon, Femminilità, Interno (non datate)[2]
- Vittorio Matteo Corcos, Ritratto della contessa Lina Gazzola (1902)[2]
- Giovanni Battista Crema, Nudo di donna (1904), Il ragno. Nudo di donna con canapè rosso (1905)[2]
- Eugenio da Venezia, Uccello selvatico (1940)[2]
- Eduardo Dalbono, Strada di Napoli (1870-1915)[2]
- Angelo Dall'Oca Bianca, La fioraia (1883), Busto femminile (1890-1912), A San Fermo Maggiore di Verona (1892), Foglie cadenti (1898)[1], Mio padre (1873), Donna nell'orto (1890-1900), Ritratto di Ugo Zannoni (1890-1905), Vele (1890-1912), Primavera (1893), Luna sull'Adige (1894), Ritratto di Renato Simoni giovane (1896), Gli amori delle anime (1898), Foglie cadenti (1898), Civette (1900-1924), Brivido di primavera (1900-1925), Piazza Erbe (1903), La politica (1905), Il figlio mutilato (1906), Mia madre (1906), Il poeta Berto Barbarani (1908), Paradiso terrestre (1910-1925), Marco Aurelio (1917-1920), Siena (1918-1919), I cacciatori (1918), Siena, via San Martino (1918-1920), Medusa (1920), Canale a Venezia (1920-1941), Le tre civette (1921), Salomè (1925-1939), Venere che nasce (1925-1940), Ai piedi della Croce (1925-1941), La donna (1925-1941), La voce del mare (1925-1941), Via Crucis (1925-1941), Cristo morente (1925-1941), Una coppia di gentili fanciulle (1925-1941), Stelle cadenti (1925-1941), Onde del lago (1925-1941), In posa (1925-1941), A Valle di Cadore (1925-1941), Ritratto di fanciulla bionda (1925-1941), Le tre grazie (1925-1941), L'onda infinita (1925-1941),I poemi del cielo (1925-1941), Fiorella (1925-1941), Voluttuosa (1925-1941), L'ultimo figurino(1925-1941), Malinconia(1925-1941), Va bene così signor pittore? (1925-1941), Salomé (1925-1941), Paolo e Francesca (I dannati)(1925-1941), Frutto proibito (1925-1941), Autoritratto (1928), I naufraghi dell'amore (1929), Il demente (1930), Le casette di Santo Stefano (1930-1935), Anche gli asini... (1930-1939), Il mercato a Caprino (1930-1939), Eva maledetta da Dio (1930-1939), Filosofi (1930-1939), Poemi nel cielo (1930-1939), La danza (1930-1939), Un magistrato (1930-1940), Sansone (1930-1940), Amiche (1932), Bagnanti senza costume (1933-1935), Cleopatra (1934), Contesa di bambole (1934), San Marco (Piazza San Marco a Venezia) (1934), Tragiche ombre della vita (1934), Fiore umano (1934), L'annunciazione (1935), San Zeno, piazzale (1935), In libertà (1935-1941), Vecchio pescatore del Garda nella poesia del suo cielo (1936), La primavera (1936), Bacio figliale (Vacca e vitello) (1936), Busi (Buoi) (1936), La grande sfida (1936), Piazza delle Erbe (1936), La Maria in bicicletta (1937), Il canto dell'amore (1937), Moschettiere (1937), Ispiratrice in riposo (1937), Ombre e luci medievali (Notturno medievale) (1938), Idillio sulla panchina a Garda (1938), Dalle macchie sui muri (1938), L'ombra della miseria (1938), Fiori (1839), Dolce indolenza (1940), I figli degli orfani (1940), Gentiluomo del Settecento (1940), Mentre sto lavorando (1941), Dolce catena (1941), Ritratto di Abramo Massalongo (non datata), Il Duomo a mattina (non datata), In riva al lago (non datata), Laghetto di montagna (non datata), Il Papa (non datata), Casette di Santo Stefano a sera (non datata)[2]
- Francesco Danieli, Mattino di festa (1875-1905)[2]
- Giorgio de Chirico, I cocomeri con corazze e paesaggio (1924)[1]
- Filippo de Pisis, Natività Omaggio a Bassano (1925), Natura morta con funghi (1934), La gabbietta di Cocò (1938)[1]
- Saverio Dalla Rosa, Ritratto di Benedetto dal Bene (1790-1821)[2]
- Domenico de Bernardi, Natura in silenzio. Il fiasco e i disegni (1841), Campagna del Varesotto (1946)[2]
- Vincenzo De Stefani, Autoritratto (1918)[2]
- Torquato Della Torre, Orgia (1851-1854)[1]
- Di Bosso (Renato Righetti), Dall'elicottero (1933-1942), In volo (1933-1942), Il paracadutista (1942)[4]
- Carlo Donati
- Antonio Donghi, I (tre) chirurghi (1926), Il giocoliere (1936)[1]
- Guido Farina
- Giovanni Fattori, Grandi manovre (1904)[1]
- Giacomo Favretto, Ritratto di Angelo Dall'Oca Bianca (1887)[2]
- Bice (Elisabetta) Ferrari, Ritratto di Arrigo Forti (1897)[2]
- Giuseppe Ferrari
- Ferrarin (Carlo Ferrari), Piazza Erbe (1839)[1];
- Giacomo Fiamminghi, La Nina pazza per amore (1850), Ritratto di Giulietta Forti bambina (1854), Ritratto di Israele Forti (1854), Ritratto di Achille Forti (1883)[2]
- Osvaldo Fiorido, Coro di Santa Maria Novella (non datata)[2]
- Emanuel Fohn, Les beaux (1933)[2]
- Innocenzo Fraccaroli, Achille ferito (1833 - 1835)[1]
- Eugenio Gignous, Primavera (1890-1905)[2]
- Silvano Girardello
- Dario Gobbi, Ritratto del Conte Bentivoglio (1920-1945), Ritratto della Contessa Bentivoglio (1920-1945), Due bimbi con capra(1920-1945)[2]
- Virgilio Guidi
- Francesco Hayez, La Meditazione (1851)[4]
- Domenico Induno
- Vincenzo Irolli, Bambina che si asciuga,Bambini che si baciano, Bambino con fiori (non datate)[2]
- Silvestro Lega, La lezione della nonna (1880–1881)
- Giuseppina Locatelli Fagioli, Rose (non datata)[2]
- Baldassarre Longoni, Panorama di Verona (1915)[2]
- Emilio Longoni, Paese (1880-1932)[2]
- Richard Lotze
- Antonio Mancini, Ritratto di Eugenia Vitali Lebrecht (1893)[2]
- Angelo Manzini, Veduta di Bergamo (1945-1955)[2]
- Augusto Manzini, Mattino d’inverno (1930–1931)
- Marino Marini, Cavaliere (1945)[1];
- Pompeo Marino Molmenti, Pia dei Tolomei condotta in Maremma (1853)[2]
- Arturo Martini, Donna che nuota sott'acqua (1941-1942)[1]
- Adolfo Mattielli
- Alessandro Milesi, Venezia (1920-1945)[2]
- Giorgio Morandi, Bagnanti (1915)[1]
- Angelo Morbelli, S'Avanza (1896)[1]
- Antonio Nardi (pittore), Mia madre (1919), Due bimbe (1920), Zucca sul davanzale (1921), Collina veronese (1928), Nudo femminile (1940-1955)[2]
- Luigi Nono, Contadinella (1899), Contadinello (1899)[2]
- Ubaldo Oppi
- Angelo Pavan, La Dogana a Venezia (1920-1945)[2]
- Orazio Pigato, Strada a Pojano (1930-1931)[2]
- Emilio Praga
- Enrico Reycend, In montagna dopo un temporale (1875-1906)[2]
- Roberto Rive
- Ottone Rosai
- Gino Rossi, Burano (1912 – 1914), Ritratto di Signora (1914)[1]
- Luigi Rossi, Primi passi (1875-1905)[2]
- Pietro Rossi (scultore)
- Medardo Rosso
- Antonio Rotta
- Alfredo Savini, Lago di Garda (1890-1924),  Ritratto di Giulietta Forti (1909), Pini sul Garda (1909-1911), La pace (Tomba tra i cipressi) (1900-1924)[1]
- Alberto Savinio (Andrea De Chirico), Poema marino (Idillio marino)(1927)
- Ferruccio Scattola, Lavandaia (1900-1919), Canale a Venezia, Paesaggio, Stradina (non datate)[2]
- Lino Selvatico, Nudo femminile (1900-1924), Canale (1900-1924)
- Pio Semeghini, Autoritratto (1905), Mia madre (1908), Teschio (Vanitas) (1910)
- Tina Sestini Palli, Paesaggio (1930-1959)[2]
- Gino Severini, Nature morte (1917)[1]
- Telemaco Signorini
- Masi Simonetti, Formes montanes (1945-1949)
- Ardengo Soffici
- Karl Theodor von Piloty, La nutrice (1850-1886)
- Arturo Tosi, Paesaggio (1896)[1]
- Mario Tozzi, Donna alla finestra (Ritratto di Marta) (non datata)
- Attilio Trentini, Pianta rossa (Albero rosso) (1914)
- Guido Trentini, Vecchio uomo (1905), Le perle del lago (1914), Le tre età (1920), Ritratto di signora (1923), Alla fonte (1932), Ponte Pietra a Verona (1929)[2]
- Nurdio Trentini, Natura morta (1926–1939), Fiori gialli (1926–1939)[2]
- Ugo Valeri, Figure veneziane (1904)[4]
- Filippo Nereo Vignola, Ritratto di Clelia Lambranzi Stefani (1930)[2]
- Adolfo Wildt
- Ettore Ximenes, Ritratto dello scultore Ugo Zannoni (1907)[2]
- Angelo Zamboni, Inverno (Ricerca di toni grigi) (1919), Colline veronesi (1920)[2]
- Giuseppe Zancolli, Bohème in bonis (L'orgia) (1914), Ritratto di fanciulla in rosso (1928)[2]
- Vittore Zanetti Zilia, A Chioggia (1880-1905)
- Giuseppe Zannoni, A Badia Calavena (1880-1903), A San Zeno di Montagna (1880-1903)
- Ugo Zannoni, Dante (1850-1899)[1], Ritratto di Maria Pasetto De Bonis (1890), Ritratto di Anton Giuseppe Zannoni (1895), Ritratto dell'Ingegner Agostino Zorzi, Ritratto di Odolia Zannoni (1895), Una prece (1897), Vaso di fiori (1897), Ritratto del padre (1898), Ritratto di Penelope Tempra (1907)[2]
- Alessandro Zenatello, Fiocchi rossi (1914), Madonna degli Angeli (1915).